# Pogost (Ochevenski)

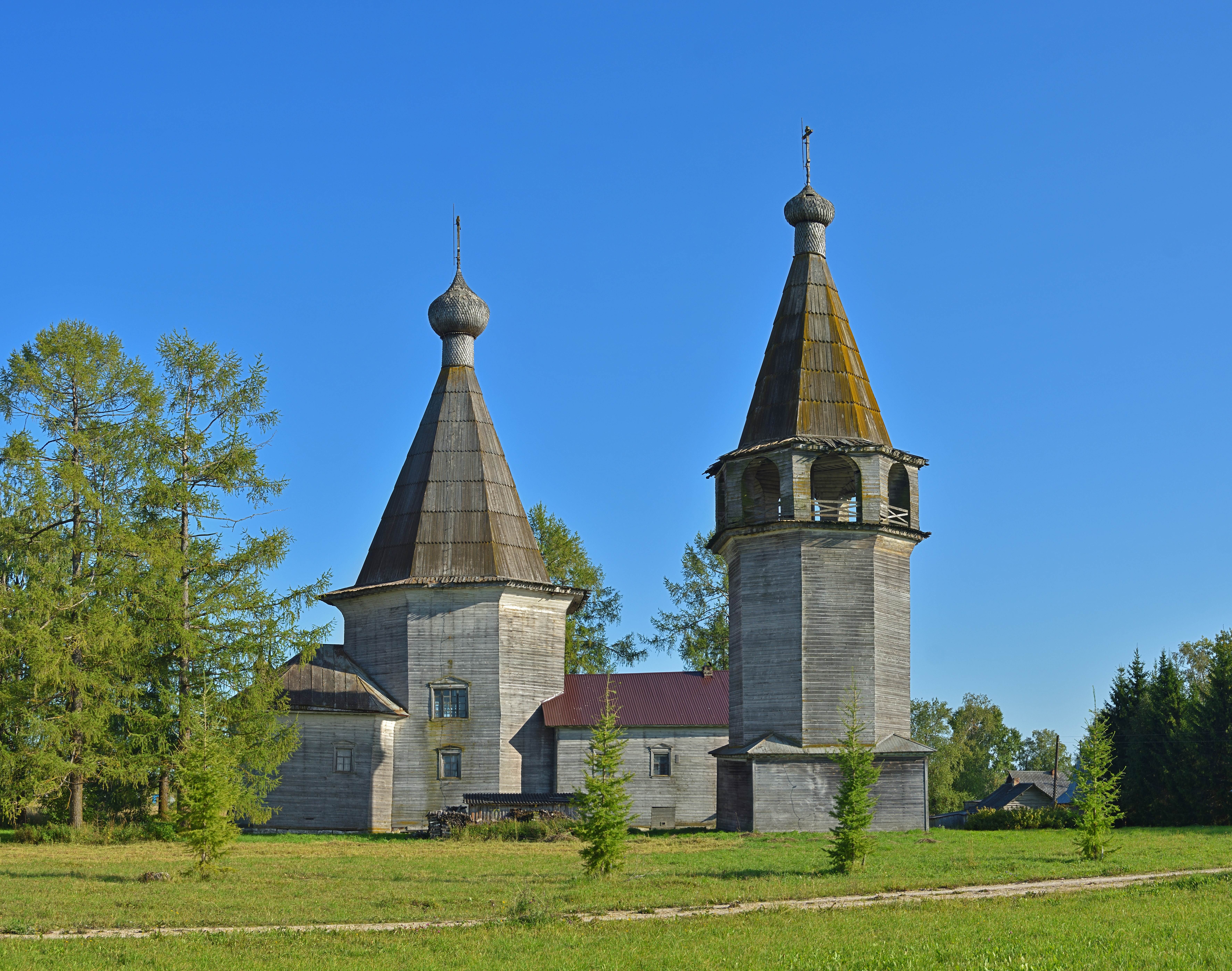
Église de l'Épiphanie Ochevenski Pogost

Pogost ou Ochevenski Pogost (en russe : Погост (Ошевенский Погост)) est un village du raïon de Kargopol dans l'oblast d'Arkhangelsk en Russie.
Le 27 mai 2016, ce village est devenu le deuxième membre de l'association des plus beaux villages de Russie après celui de Viatskoie (en),.

## Architecture
- Le Monastère de la Dormition Alexandre Ochevenski fondé par Alexandre Ochevenski dans les années 1460 est situé au nord du village de Kargopol, dans Pogost.

L'église de la Dormition du monastère, qui date de 1707, conserve son clocher et une partie de sa nef sans la toiture. 
- L'église de l'Épiphanie, qui date de 1787, avec sa forme de puissant octogone et son clocher voisin reproduit sans doute l'église qui l'a précédé au même endroit. Elle ressemble aussi à celle de Gavrilovskaïa (raïon de Kargopol) qui a brûlé en 2013 ou encore à celle de Kiprovo (oblast d'Arkhangelsk).

- En 2014, 45 icônes ont été volées à l'église de l'Épiphanie. À l'initiative du président Vladimir Poutine, des mesures d'urgence ont été prises pour retrouver les icônes sous le contrôle personnel du gouverneur de la région d' Arkhangelsk. Elles ont été retrouvées en 2015 et confiées en partie à l'église la même année. En mars 2019, elles ont été remises en place dans leur sanctuaire après avoir été présentées lors d'une grande exposition dans la ville d' Arkhangelsk[3].

- La maison-cour de Popov (datant de la seconde moitié du XIXe siècle) a été transférée de Ochevenski Pogost au musée d'État de l'architecture russe Malié Korely, à Arkhangelsk.

## Photos

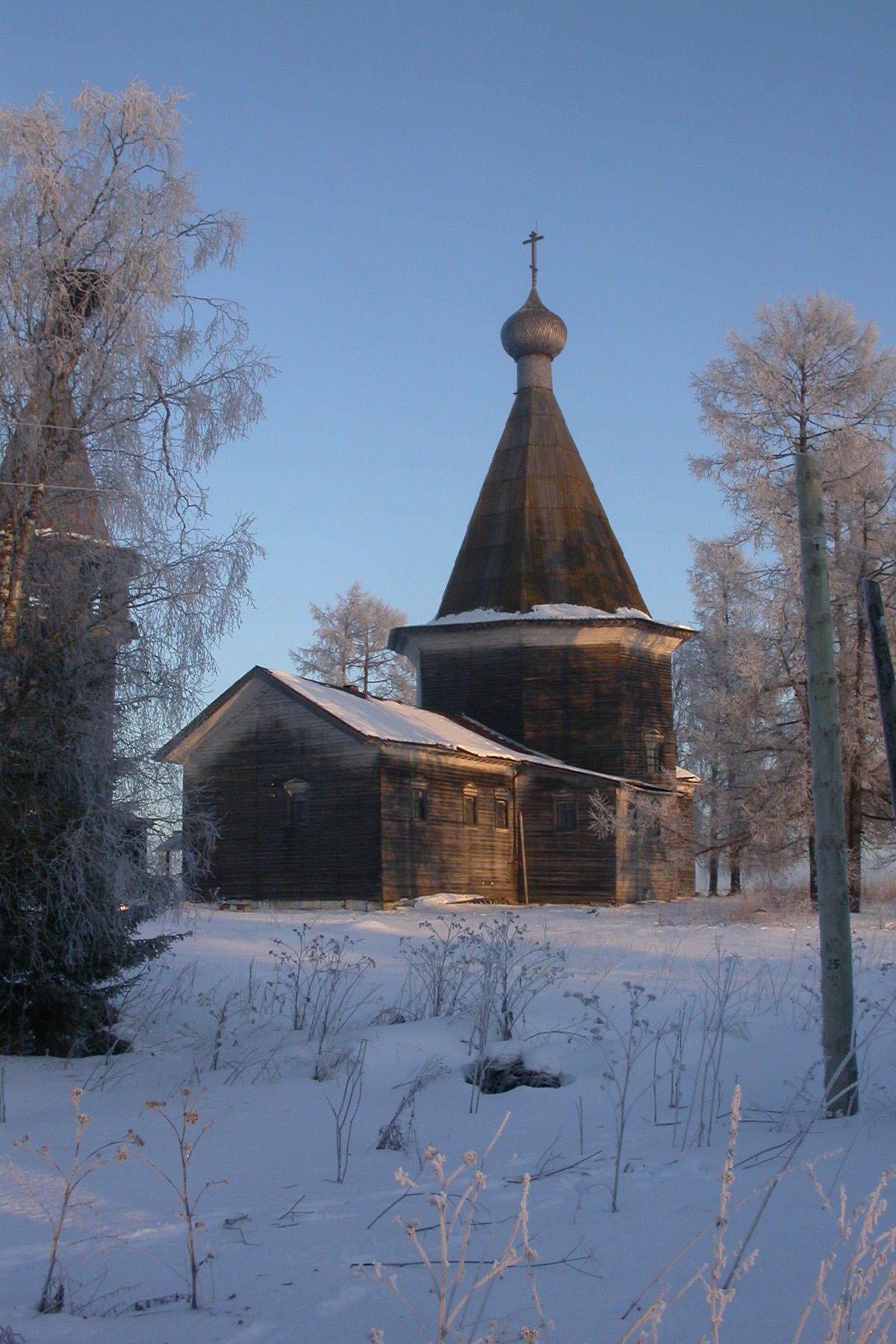
Église de l'Épiphanie de Pogost
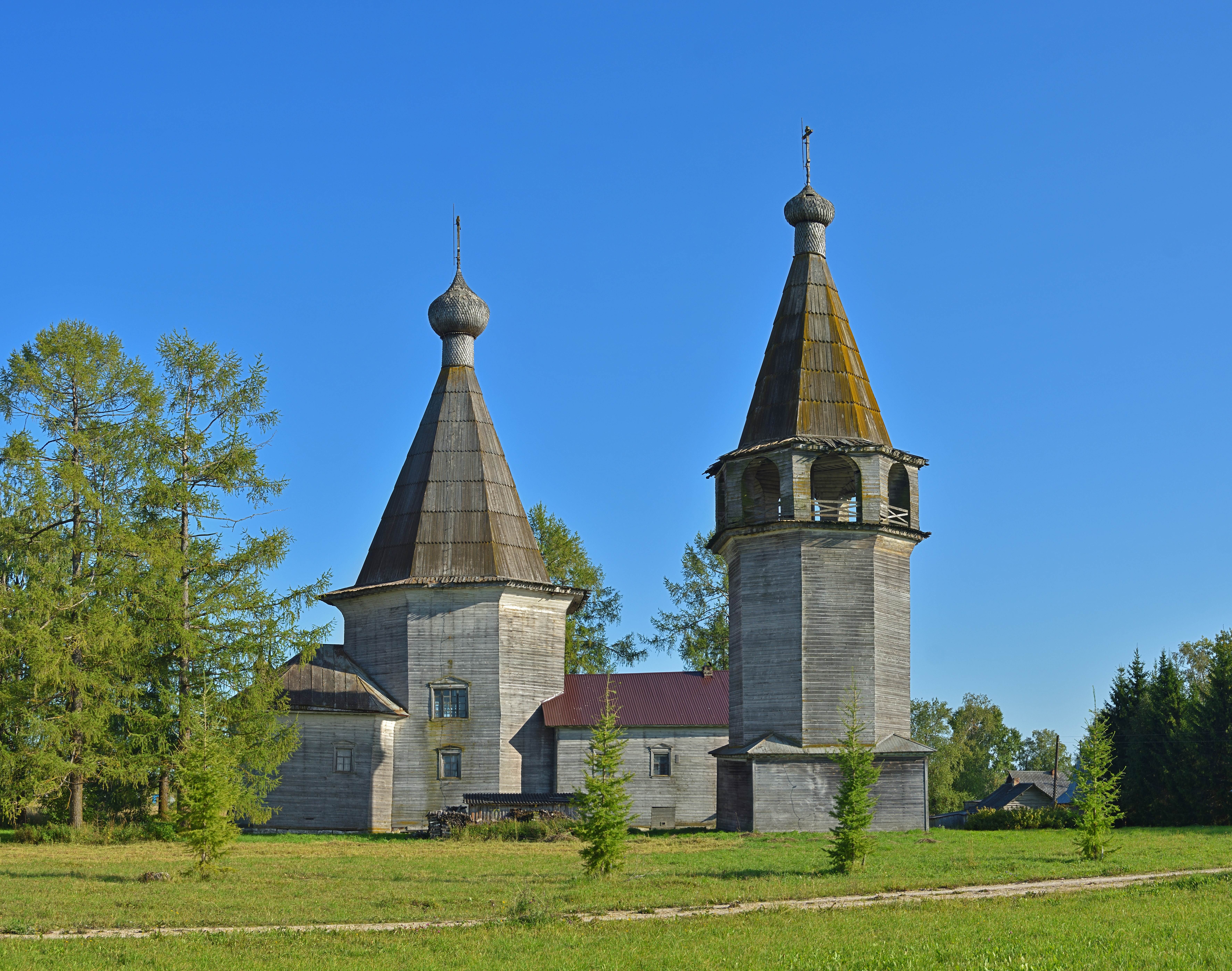
Ochevenski Pogost
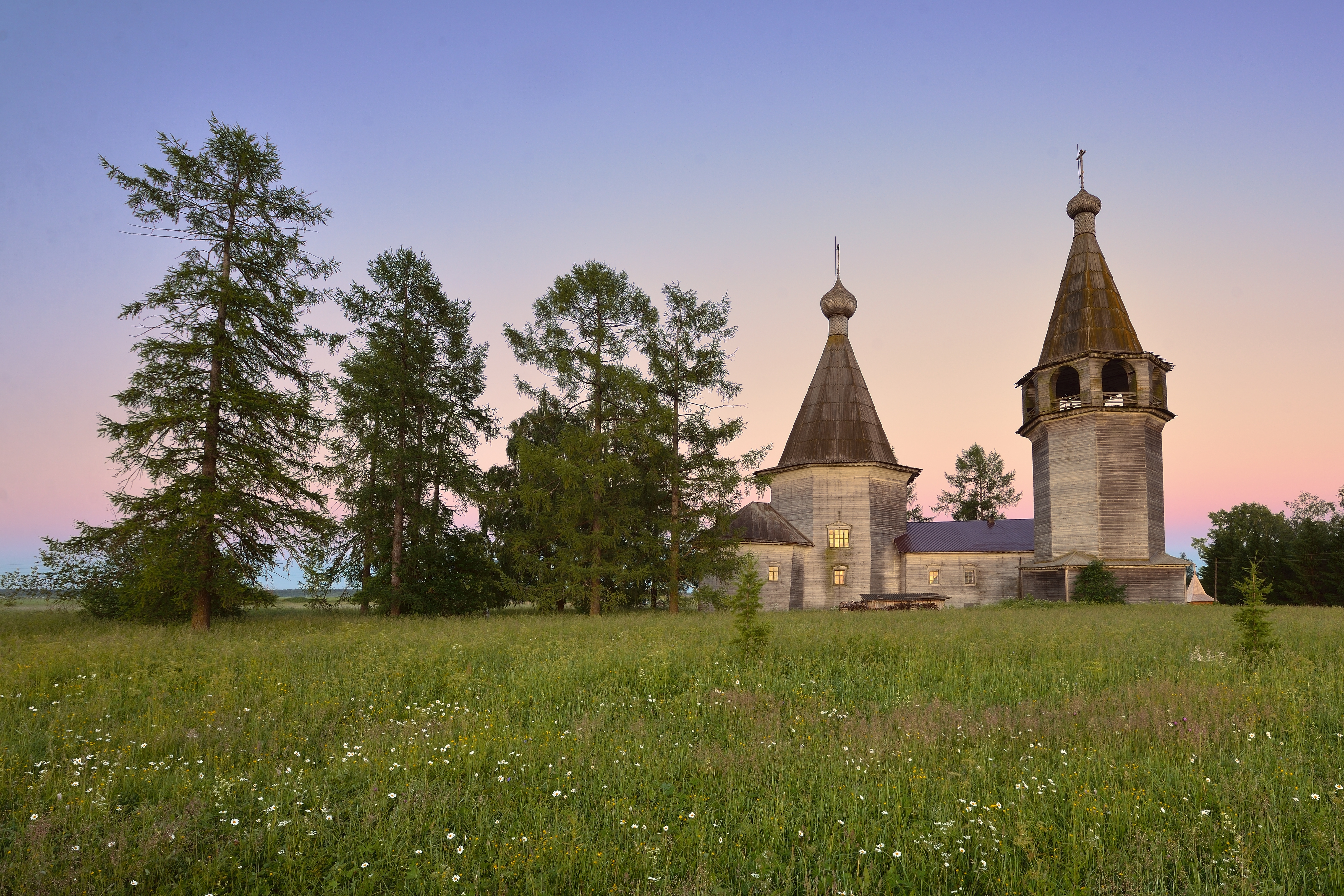
Ochevninski Pogost
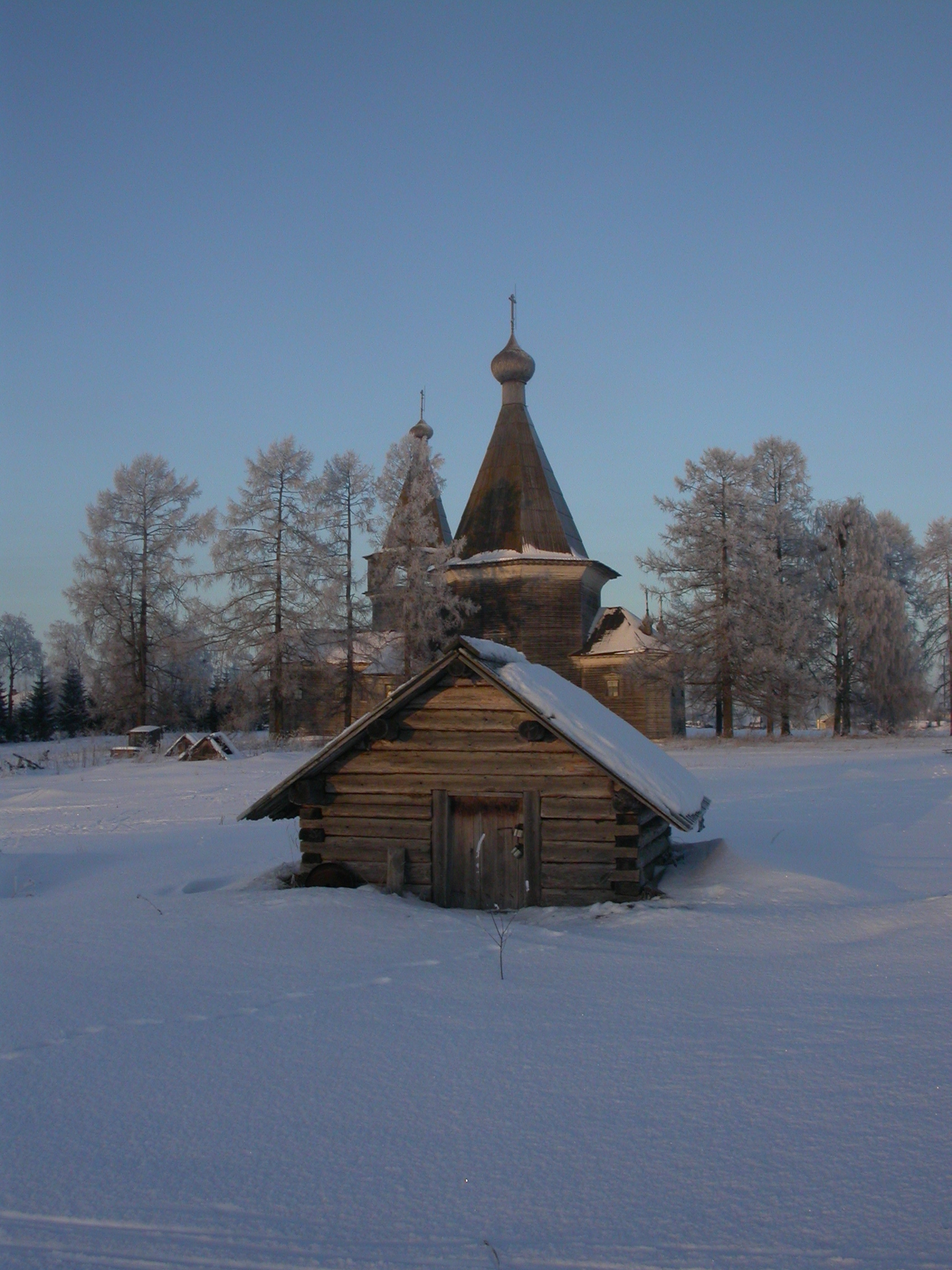
grenier derrière l'église en hiver
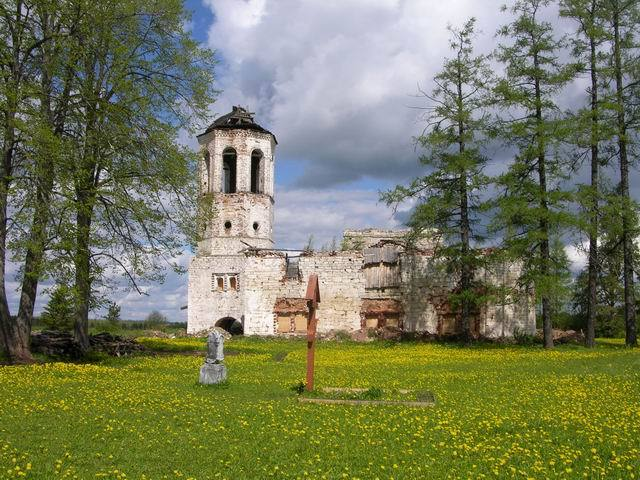
Église de la Dormition du monastère d'Ochevenski